# Сви у напад: Борба до краја
Сви у напад: Борба до краја (енгл. Bring It On: Fight to the Finish) америчка је филмска комедија из 2009. године, у режији Била Вудрафа, по сценарију Алисон Фауз и Елене Сонг. Наставак је филма Сви у напад: Само напред до победе (2007) и пети део серијала Сви у напад. Главне улоге глуме Кристина Милијан и Рејчел Смит.
Наставак, Сви у напад: Светско такмичење, приказан је 2017. године.

## Радња
Предводници чирлидера Лина Круз (Кристина Милијан), свет се окрене наглавачке када јој се породица пресели из урбаног источног Лос Анђелеса у сунчани приобалски градић Малибу. У новој школи, Лина се сукобљава са Ејвери (Рејчел Брук Смит), компетитивном предводницом чирлидера, али се истовремено и заљубљује у њеног брата Евана (Коди Лонго).

## Улоге
- Кристина Милијан као Каталина „Лина” Круз
- Рејчел Брук Смит као Ејвери Витборн
- Коди Лонго као Еван Витборн
- Ванеса Борн као Глорија
- Данијела Денис као Трејвонета „Треј”
- Холанд Роден као Скај
- Ники Суху као Кристина
- Меган Холдер као Кајла
- Лаура Серон као Изабел Круз
- Дејвид Старзик као Хенри
- Брендон Гонзалес као Виктор
- као оне